# Kerry Fox
Kerry Fox, född 30 juli 1966 i Wellington, är en nyzeeländsk skådespelare.
Fox är bland annat känd för att ha porträtterat författaren Janet Frame i Jane Campions film En ängel vid mitt bord (1990). 2001 tilldelades hon Silverbjörnen vid Filmfestivalen i Berlin i kategorin Bästa kvinnliga skådespelare för sin roll i Intimacy (2001).

## Filmografi (i urval)
- 1990 – En ängel vid mitt bord
- 1992 – Sänkningen av Rainbow Warrior
- 1993 – Friends
- 1994 – Skoningslöst spel
- 1994 – Dödsleken
- 1995 – Farlig kärlek
- 1995 – En baby från Saigon
- 1997 – Welcome to Sarajevo
- 1997 – Den hängande trädgården
- 1999 – Fanny and Elvis
- 2001 – Intimacy
- 2002 – The Gathering
- 2009 – Bright Star
- 2010 – Ett fall för Vera, del 4 av 4
- 2012 – Falcón (TV-serie)
- 2018 – Women Make Film (TV-serie)